# Ріде
Ріде (нім. Riede) — громада в Німеччині, розташована в землі Нижня Саксонія. Входить до складу району Ферден. Складова частина об'єднання громад Тедінггаузен.
Площа — 26,88 км2. Населення становить 2922 ос. (станом на 31 грудня 2021).